# Dorkwerd
Dorkwerd (en groningois : Dörkwerd) est un village de la commune néerlandaise de Groningue, situé dans la province de Groningue.
Le village est constitué de quelques fermes autour d'une église et situé sur le Reitdiep, au nord-ouest du centre de Groningue.
Il faisait partie de la commune de Hoogkerk avant 1969, date à laquelle celle-ci a été intégrée à Groningue.